# Герб комуни Оскарсгамн
Герб комуни Оскарсгамн (швед. Oskarshamns kommunvapen) — символ шведської адміністративно-територіальної одиниці місцевого самоврядування комуни Оскарсгамн. 

## Історія
У 1856 році торговельне містечко (чепінг) Дедергультсвік отримало міські права й нову назву на честь короля Оскара І. 
Герб міста Оскарсгамн отримав королівське затвердження 1942 року. 
Після адміністративно-територіальної реформи, проведеної в Швеції на початку 1970-х років, муніципальні герби стали використовуватися лишень комунами. Цей герб був перебраний для нової комуни Оскарсгамн.
Герб комуни офіційно зареєстровано 1974 року.

## Опис (блазон)
Щит скошений обабіч, у верхньому синьому полі золоті короновані ініціали «O» та «I», у правому золотому — синій якір, у лівому золотому — синій кадуцей, у нижньому синьому — золотий ріг достатку з монетами. 

## Зміст
Ініціали є монограмою короля Оскара І. Якір символізує порт і мореплавство, кадуцей — торгівлю, а ріг достатку — добробут і процвітання.